# Barcelona (álbum)
Barcelona es el segundo y último álbum de estudio del cantante británico Freddie Mercury en colaboración con la soprano española Montserrat Caballé, lanzado el 10 de octubre de 1988 a través de Hollywood Records.

## Detalles
El disco fue grabado entre los estudios Mountain, de Montreux, Suiza y los londinenses Townhouse Studios, y contó con la presencia del bajista de Queen John Deacon, como músico invitado en el tema "How Can I Go On".
El productor de Barcelona, David Richards, ya había trabajado antes con Queen. Pero ahora tenía una tarea más difícil: Montserrat Caballé estaba comprometida con los teatros de todo el mundo y apenas tenía huecos en su agenda para poner su voz en el disco de Mercury. La producción se hizo a distancia. A lo largo de nueve meses de gestación, Mercury enviaba las maquetas a Montserrat en cintas de casete, con la parte de la soprano interpretada por él mismo. De vez en cuando, ella iba a Londres y las grababa. El álbum vio la luz en dieciocho meses. Fue grabado entre Townhouse y los Mountain Studios, entre enero de 1987 y julio de 1988.
La canción homónima que abre el álbum se convirtió en el tema oficial de los Juegos Olímpicos de Barcelona '92; además utilizada en la Final de la Liga de Campeones de la UEFA en 1999 entre Bayern de Munich y Manchester United precisamente en dicha ocasión, y a casi un año de la muerte de Mercury, el disco fue reeditado, con el mismo contenido, aunque incluyendo una portada diferente.
En el año 2012 se relanzó en una versión especial retocada, con nuevas orquestaciones y bonus tracks.

## Lista de canciones
1. "Barcelona" (Mercury/Mike Moran) - 5:40
2. "La Japonaise" (Mercury/Mike Moran) - 4:50
3. "The Fallen Priest" (Mercury/Mike Moran/Tim Rice) - 5:47
4. "Ensueño" (Montserrat Caballé/Mercury/Mike Moran) - 4:22
5. "The Golden Boy" (Mercury/Mike Moran/Tim Rice) - 6:10
6. "Guide Me Home" (Mercury/Mike Moran) - 2:50
7. "How Can I Go On" (Mercury/Mike Moran) - 3:40
8. "Overture Piccante" (Mercury/Mike Moran) - 6:46

## Personal
- Freddie Mercury: Voz, composición
- Montserrat Caballé: Voz, letras (tracks: 3)

Con
- Mike Moran: Teclados , orquestación, composición
- John Deacon: Bajo eléctrico (tracks: 7)
- Homi Kanga: Violín
- Laurie Lewis: Violín
- Frank Ricotti: Percusión
- Barry Castle: Trompa
- Deborah Ann Johnston: Violonchelo
- Carol Woods, Debbie Bishop, Lance Ellington, Madeline Bell, Mark Williamson, Miriam Stockley, Peter Straker: Coros (tracks: 5)